# Patera de Villepreux-Power
Villepreux-Power Patera
Pour les articles homonymes, voir Villepreux-Power.
La patera de Villepreux-Power (désignation internationale : Villepreux-Power Patera) est une patera de 100 km de diamètre, située sur Vénus aux coordonnées -22, 210 dans le quadrangle Stanton V-38. Elle a été nommée en référence à Jeanne Villepreux-Power, biologiste marin française (1794–1871).